# Odontomelus krugeri
Odontomelus krugeri är en insektsart som beskrevs av Nicholas David Jago 1995. Odontomelus krugeri ingår i släktet Odontomelus och familjen gräshoppor. Inga underarter finns listade i Catalogue of Life.